# Auqakuh Vallis
Auqakuh Vallis je údolí či bývalé řečiště na povrchu Marsu, v kvadrátu Syrtis Major na povrchu planety. Je 312 km dlouhé. Název má podle slova Mars v kečuánštině (místní jazyk Inků). Údolí má počátek na sever od kráteru Antoniadi a končí u Coloe Fossae v blízkosti Nilosyrtus Mensae. U údolí se nachází původní vrstvy vyčnívající nad údolí a odolávající účinkům eroze, poukazují na ohromné množství horniny, které bylo z místa odstraněno.